# Tatiana Huezo
Tatiana Huezo Sánchez (San Salvador, 9 de enero de 1972) es una directora de cine mexicana-salvadoreña. 

## Trayectoria
Nacida en El Salvador de padre salvadoreño y madre mexicana, se trasladó a los cuatro años a México. Se graduó en el Centro de Capacitación Cinematográfica (CCC), en donde ha impartido clases. En 2004 realizó un máster en documental de creación en la Universidad Pompeu Fabra de Barcelona.
En 1997 rodó el corto "Tiempo cáustico".  Su ópera prima fue El lugar más pequeño estrenada en 2011, testimonio de la experiencia de la  guerra civil de El Salvador por el que ha recibido numerosos galardones y que ha sido exhibida en más de cincuenta festivales de todo el mundo.
En 2015 presentó "Ausencias", un cortometraje de 27 minutos donde relata el dolor de Lulu, una madre que pierde a su esposo y su hijo, desaparecidos a causa del crimen organizado.
En la 66° edición de los Premios Ariel, su Largometraje Documental El eco fue nominado en la categorías de: Mejor Música Original, Mejor Sonido, Mejor Largometraje Documental, Mejor Fotografía, Mejor Edición, Mejor Dirección y Mejor Película. 
Este documental también recibió atención internacional, participando en festivales como el Festival de cine Luxemburgo, el Festival de Cine de Jerusalén y el Festival de Cine de Chicago.
En sus trabajos ha retratado la impunidad de las personas ante la justicia y las instituciones humanizando a las víctimas, "contra el vómito de cifras, imágenes y discursos que invisibilizan a las víctimas convirtiéndolas en números, me parece fundamental volver a los rostros, al gesto íntimo, a su historia y complejidad; regresar a las personas, a sus sueños, dolores y esperanzas. Quizás entonces desde allí podamos regresar a la empatía. A la capacidad de conmovernos" señala Huezo sobre su trabajo en Tempestad.
En "Tempestad", que recibió el Premio Fénix del cine iberoamericano 2016 como mejor documental narra la historia real de las mexicanas Miryam Carvajal que pasó casi un año encarcelada en la prisión de Matamoros acusada por un delito de tráfico de personas por un delito que no cometió y Aldela Alvarado, que busca a su hija desaparecida.  "Lo que ocurre en México está cerca de la guerra civil que se desarrolla en América central" explica Huezo. "Los mecanismos de terror (en el Salvador) son muy similares a los que actualmente ocurre en México.(...) Hemos comenzado a ver cadáveres sin cabeza, el desarrollo del  feminicidio en la frontera con Estados Unidos (...) Desgraciadamente en América Latina encontramos una corrupción generalizada, y la impunidad continúa ejerciéndose sobre la base de la profunda desigualdad económica entre las personas".
En Noche de fuego, estrenada en la plataforma de Netflix el 17 de noviembre de 2021, se narra la historia del día a día de tres niñas que viven en un pueblo bajo la amenaza de ser secuestradas y violentadas, y que conforme van creciendo, la amenaza de violencia para las niñas se hace cada vez más grande, y en algún punto, parece que será imposible que escapen de ella.

## Filmografía
| Año  | Título               | Notas                   |
| ---- | -------------------- | ----------------------- |
| 2023 | El eco               | Documental              |
| 2021 | Noche de fuego       | Largometraje de ficción |
| 2016 | Tempestad            | Documental              |
| 2015 | Ausencias            | Cortometraje documental |
| 2011 | El lugar más pequeño | Documental              |
| 2001 | El ombligo del mundo | Cortometraje de ficción |
| 1997 | Tiempo cáustico      | Cortometraje            |

## Premios

### PorEl lugar más pequeño
- Ópera Prima Documental (2009)
- Beca Gucci-Ambulante (2010)
- Mejor Largometraje Documental en la LIV entrega del Premio Ariel de la Academia Mexicana de Artes y Ciencias Cinematográficas,  México (2011)
- Premio FIPRESCI, Mención Especial en el Festival Internacional de Cine de Mar del Plata (2011)
- Mejor documental del Festival Internacional de Cine Independiente de Cosquín,  Argentina (2012)
- Premio al Mejor Largometraje del Festival Visions Du Réel en  Suiza (2012)
- Mención especial del XXVII International Documentary Film Festival de Múnich (DOKFEST MUNICH),  Alemania (2012)
- Primer premio del Festival de la Paz del XXVII Festival de Cine Independiente en Osnabrück,  Alemania (2012)
- Premio Radio exterior de España del Palmarés XVIII de la Mostra de Cine Latinoamericano de Catalunya,  España (2012)
- Premio Corazón por Mejor documental en The 19th Annual San Diego Latino Film Festival,  Estados Unidos (2012)

### PorTempestad
- Premio Fénix (2016)
- Ariel a mejor dirección (2016)

### PorNoche de fuego
- Premio José María Forqué a la Mejor Película Latinoamericana del año (2021).[13]
- Premio Un Certain Regard en el Festival de Cannes (2021).[14]
- Premio Horizontes, Premio Otra Mirada y Premio Cooperación Española, en Festival Internacional de Cine de San Sebastián (2021)[15]

'Por El eco

```
  *Premio platino (2025)
```